# Bitis (serp)
|  | Per a altres significats, vegeu «Bitis (príncep)». |

Bitis és un gènere de serps de la família Viperidae que inclou diverses espècies d'escurçons autòctons del sud d'Aràbia i d'Àfrica.

## Taxonomia
El gènere Bitis inclou 18 espècies:
- Bitis albanica Hewitt, 1937
- Bitis arietans Merrem, 1820
- Bitis armata (Smith, 1826)
- Bitis atropos (Linnaeus, 1758)
- Bitis caudalis (Smith, 1839)
- Bitis cornuta (Daudin, 1803)
- Bitis gabonica Duméril, Bibron & Duméril, 1854
- Bitis harenna Gower, Wade, Spawls, Böhme, Buechley, Sykes & Colston, 2016
- Bitis heraldica (Bocage, 1889)
- Bitis inornata (Smith, 1838)
- Bitis nasicornis (Shaw, 1802)
- Bitis parviocula Böhme, 1976
- Bitis peringueyi (Boulenger, 1888)
- Bitis rhinoceros (Schlegel, 1855)
- Bitis rubida Branch, 1997
- Bitis schneideri (Boettger, 1886)
- Bitis worthingtoni Parker, 1932
- Bitis xeropaga Haacke, 1975